# Ulica Estońska w Warszawie
Ulica Estońska – ulica na Saskiej Kępie, w dzielnicy Praga-Południe w Warszawie, biegnąca od skrzyżowania z ul. Berezyńską do skrzyżowania z ul. Jakubowską. Jej zabudowę stanowią domy mieszkalne, pochodzące częściowo z okresu dwudziestolecia międzywojennego, z czego jeden wpisany jest do rejestru zabytków. Jej nazwa poświęcona jest Estonii, jednemu z państw utworzonych po I wojnie światowej, co wpisuje się w nazewnictwo kilku sąsiednich ulic, szczególnie wobec równoległych Finlandzkiej i Łotewskiej.

## Przebieg i ruch uliczny
Ulica Estońska stanowi łącznik między ul. Berezyńską a Jakubowską. Znajduje się w północno-zachodniej części Saskiej Kępy, blisko ronda Waszyngtona. Jest ulicą jednokierunkową, z przejazdem możliwym w kierunku południowym. Nie przebiegają przez nią trasy komunikacji miejskiej, ani drogi dla rowerów.

## Historia
Nazwa ulicy została nadana uchwałą Rady Miejskiej Warszawy z dnia 27 września 1926.
Najstarsze zachowane przy ul. Estońskiej domy pochodzą z lat 30. XX wieku. Są one pozostałością aktywnej działalności architektów promujących rozwiązania w duchu modernizmu i funkcjonalizmu. Szczególnym przykładem jest dom własny Jadwigi Dobrzyńskiej i Zygmunta Łobody z 1932 stanowiący pierwotnie przykład skrajnego funkcjonalizmu. Dom zaprojektowany przez Helenę i Szymona Syrkusów w 2. połowie lat 30. zachował się w kształcie bardzo zbliżonym do pierwotnego. W grudniu 2013 dwie organizacje pozarządowe zgłosiły wniosek o wpisanie budynku do rejestru zabytków.

## Ważniejsze obiekty

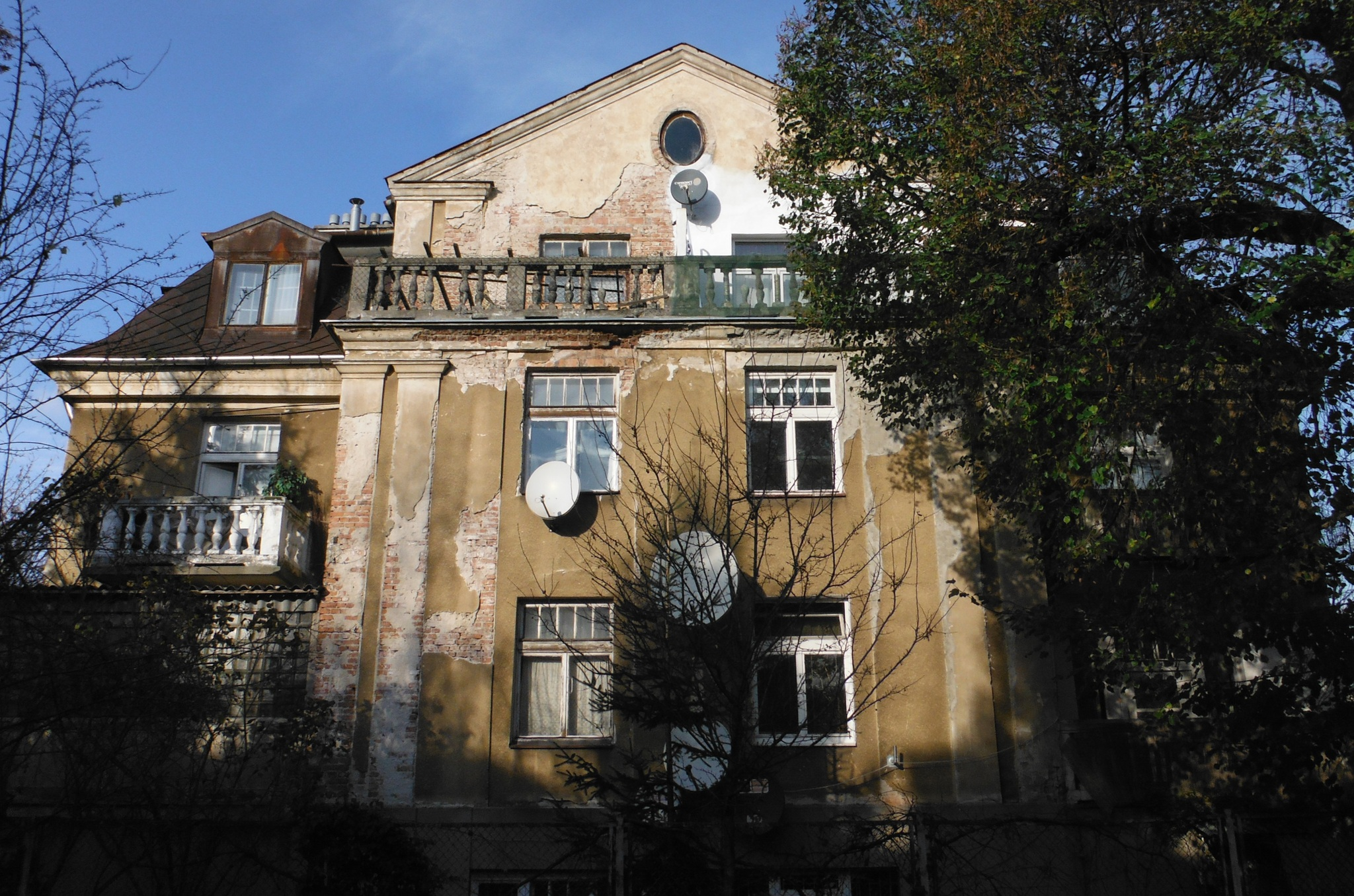
Estońska 1

- Dom przy ul. Estońskiej 1 – dom z ok. 1930, wpisany do rejestru zabytków[6].
- Budynek przy ul. Estońskiej 3/5 – Ambasada Republiki Indonezji[7], wcześniej Ambasada Australii (1990-2001).
- Dom przy ul. Estońskiej 6 – dom własny z pracownią Jadwigi Dobrzyńskiej i Zygmunta Łobody z 1932-1933. Jest jedną z nielicznych zachowanych w Warszawie realizacji tej pary architektów. Pierwotnie wyraźnie widoczna była inspiracja pięcioma cechami architektury nowoczesnej postulowanymi przez Le Corbusiera, po przebudowach stracił wiele ze swojego pierwotnego charakteru[8]. Ilustracja przedstawiająca dom przy ul. Estońskiej 6 znalazła się na okładce wydanej w 2012 książki SAS. Ilustrowany atlas architektury Saskiej Kępy, a także na okładce 4 numeru czasopisma Architektura i Budownictwo z 1934[4].
- Dom przy ul. Estońskiej 8 – budynek Anieli Landau z 1938–1939, zaprojektowany przez Helenę i Szymona Syrkusów. Budynek ma cechy typowe dla architektury modernistycznej końca lat 30. XX wieku – np. wyraźny kontrast między gładkimi tynkami a nieregularnym kamieniem. Uwagę zwracają pasmowe okna oraz cofnięty parter[9].

## Galeria

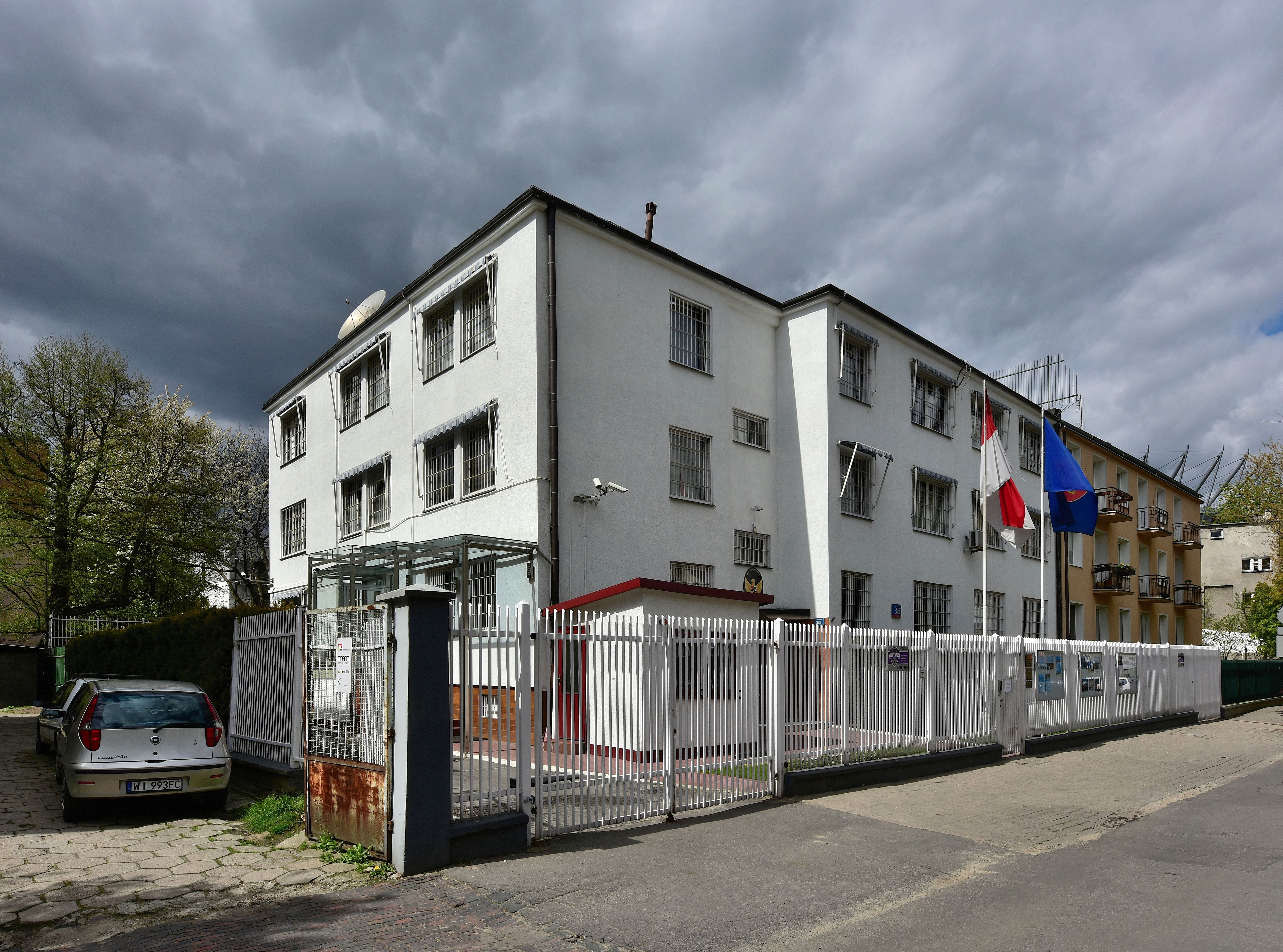
Estońska 3/5, siedziba Ambasada Republiki Indonezji
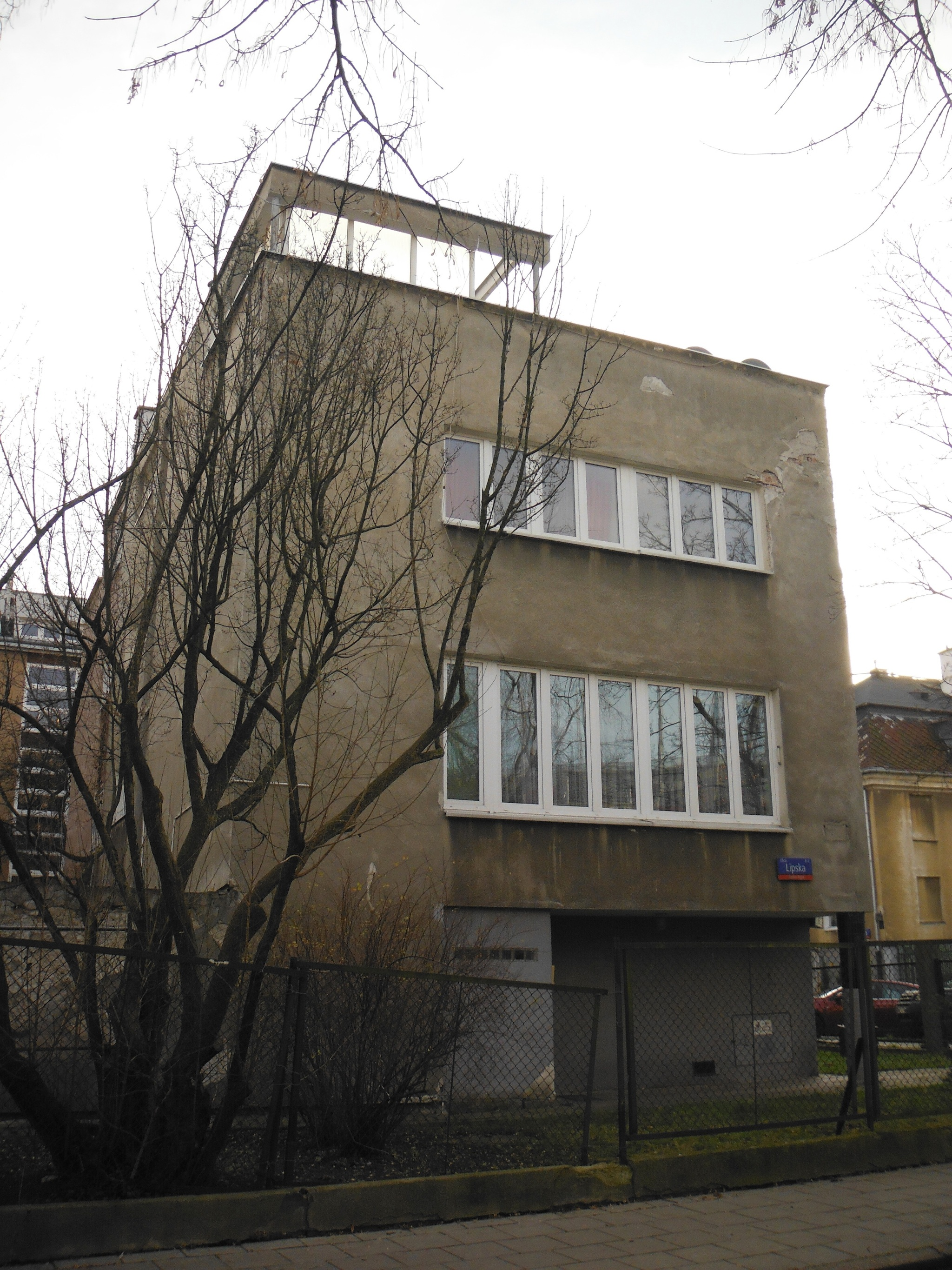
Estońska 6
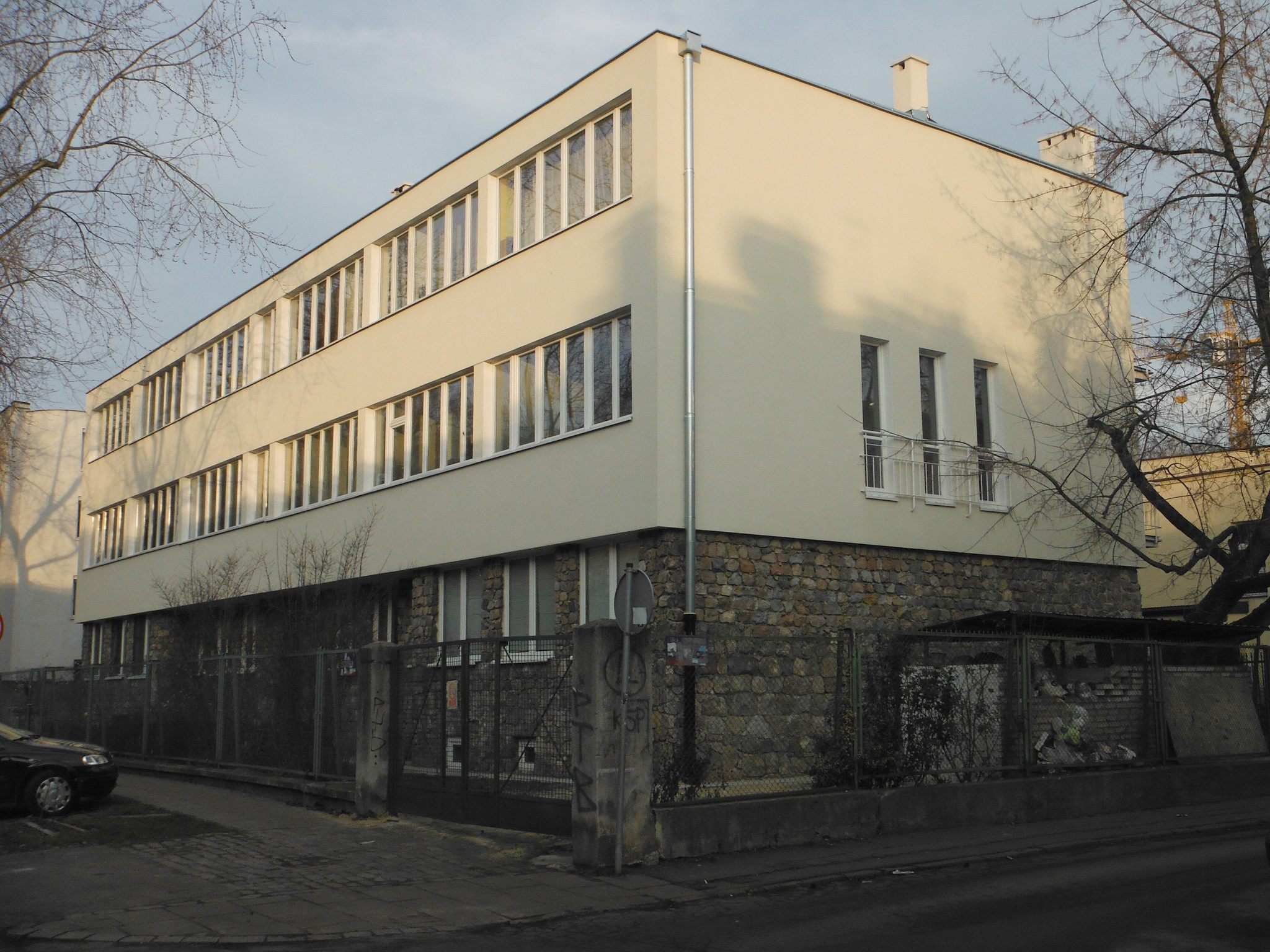
Estońska 8, budynek Anieli Landau z 1938–1939
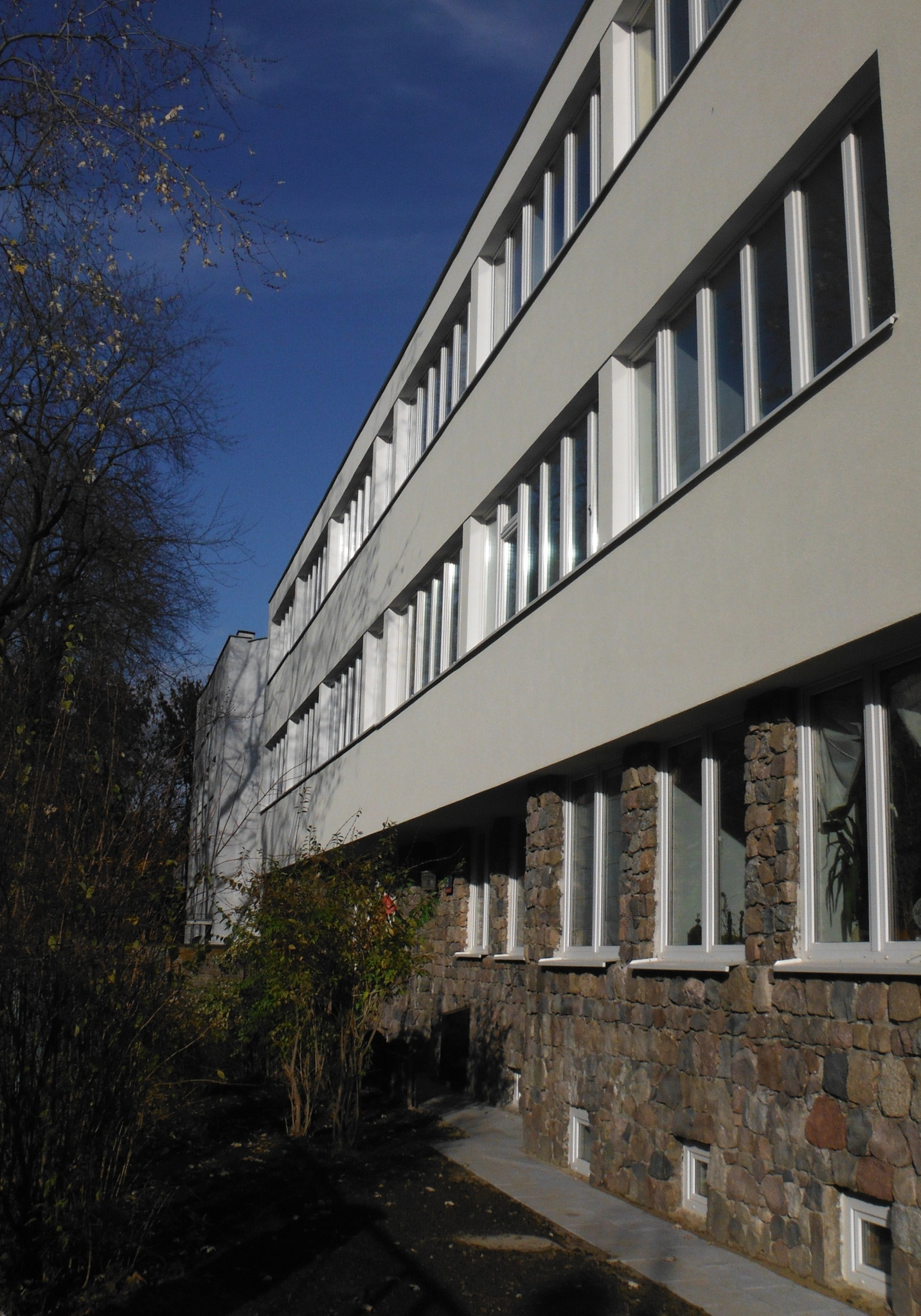
Estońska 8